# Half Moon Cay
Half Moon Cay är en ö i Belize. Den ligger i distriktet Belize, i den östra delen av landet, 130 km öster om huvudstaden Belmopan.